# Zander Fagerson
Zander James Ragnar Fagerson (Perth, 19 gennaio 1996) è un rugbista a 15 britannico, internazionale per la Scozia, che gioca nel ruolo di pilone con i Glasgow Warriors nel Pro14.

## Biografia
Fagerson fu campione scozzese under-15 di mountain biking, ma preferì intraprendere la carriera di rugbista entrando a far parte dei Glasgow Warriors, squadra con cui debuttò nel corso della stagione 2014-15 aggiudicandosi il Pro12 (prima storica vittoria del club).
Nel febbraio 2016 ricevette, all'età di venti anni, la sua prima convocazione con la Scozia affrontando a Murrayfield l'Inghilterra in un incontro valevole per il Sei Nazioni, diventando il più giovane pilone scozzese in 50 anni. Fu selezionato per disputare la Coppa del Mondo di rugby 2019 e segnò una meta nell'ultima partita della fase a gironi persa 28-21 contro i padroni di casa del Giappone.

## Palmarès
- United Rugby Championship: 2
Glasgow Warriors: 2014-15, 2023-24